# Zviždaljka
Zviždaljka je jednostavno puhačko glazbalo (aerofon) koje strujanjem zraka stvara zvuk. Može biti usna, na pritisak zraka, na paru, itd. Variraju od male zviždaljke do orgulja.